# Kitzbühel-alperne

Kitzbühel-alperne er en del af bjergkæden Alperne, der ligger rundt om Kitzbühel i Østrig, og strækker sig fra Zillertal i vest til Salzachtal og Zell am See i øst. De grænser til Gerlospass og øvre Salzachtal i syd, Inntal op til Wörgl i nord, og til Sölland, St. Johann i Tyrol, Fieberbrunn, og til Griessenpas og Leogang i øst.
Bjergene er ideelle for alpint landbrug, bjergture og skisport. De højeste bjergtoppe ligger i det sydvestlige hjørne, og Kreuzjoch strækker sig op i 2.558 meters højde.
Midt i bjergkæden ligger det kendte skicenter i Kitzbühel der er udgangspunkt for for den årlige worldcupkonkurrence i styrtløb på ski, på Hahnenkamm.
47°20′N 12°20′Ø / 47.333°N 12.333°Ø